# Arquidiócesis de Pontianak
La arquidiócesis de Pontianak (en latín: Archidioecesis Pontianaken(sis) y en indonesio: Keuskupan Agung Pontianak) es una circunscripción eclesiástica latina de la Iglesia católica en Indonesia, sede metropolitana de la provincia eclesiástica de Pontianak. La arquidiócesis tiene al arzobispo Agustinus Agus como su ordinario desde el 3 de junio de 2014. 

## Territorio y organización
La arquidiócesis tiene 39 840 km² y extiende su jurisdicción sobre los fieles católicos de rito latino residentes en parte de la provincia de Borneo Occidental en las regencias de: Pontianak, Bengkayang, Kubu Raya, Landak, Mempawah, Sambas y Singkawang.
La sede de la arquidiócesis se encuentra en la ciudad de Pontianak, en donde se halla la Catedral de San José.
En 2019 en la arquidiócesis existían 29 parroquias.
La arquidiócesis tiene como sufragáneas a las diócesis de: Ketapang, Sanggau y Sintang.

## Historia
El primer intento de establecer un vicariato apostólico de Borneo fue realizado por el papa Inocencio XII el 16 de junio de 1692. La misión encomendada al padre Antonino Ventimiglia, de los teatinos, aunque logró la conversión de numerosos habitantes, tuvo un éxito efímero, pues el sultán de Banjarmasin, tras la muerte de Ventimiglia, prohibió a todos los extranjeros entrar en el interior de la isla.
La prefectura apostólica del Borneo Holandés fue erigida el 11 de febrero de 1905, con el decreto Ut in multiplicibus de la Congregación de Propaganda Fide, obteniendo el territorio del vicariato apostólico de Batavia (hoy arquidiócesis de Yakarta).
El 13 de marzo de 1918 la prefectura apostólica fue elevada a vicariato apostólico con el breve Quae catholico nomini del papa Benedicto XV.
El 21 de mayo de 1938 cedió una parte de su territorio para la erección de la prefectura apostólica de Bandjarmasin (hoy diócesis de Banjarmasin) mediante la bula Ad evangelizationis opus del papa Pío XI y asumió al mismo tiempo el nombre de vicariato apostólico de Pontianak.
El 11 de marzo de 1948 cedió una porción de territorio para la erección de la prefectura apostólica de Sintang (hoy diócesis de Sintang) mediante la bula Ut in Archipelago del papa Pío XII.
El 14 de junio de 1954 cedió otras porciones de territorio para la erección de la prefectura apostólica de Ketapang (hoy diócesis de Ketapang) mediante la bula Quandoquidem Dei del papa Pío XII.
El 3 de enero de 1961 el vicariato apostólico fue elevado al rango de arquidiócesis metropolitana con la bula Quod Christus del papa Juan XXIII.
El 9 de abril de 1968 cedió otra porción de territorio para la erección de la prefectura apostólica de Sekadau (hoy diócesis de Sanggau) mediante la bula Quandoquidem condere del papa Pablo VI.

## Estadísticas
De acuerdo al Anuario Pontificio 2020 la arquidiócesis tenía a fines de 2019 un total de 708 220 fieles bautizados.
| Año                                                                             | Población            | Población | Población      | Sacerdotes | Sacerdotes    | Sacerdotes    | Bautizados por sacerdote | Diáconos permanentes | Religiosos | Religiosos | Parroquias |
| Año                                                                             | Bautizados católicos | Total     | % de católicos | Total      | Clero secular | Clero regular | Bautizados por sacerdote | Diáconos permanentes | Varones    | Mujeres    | Parroquias |
| ------------------------------------------------------------------------------- | -------------------- | --------- | -------------- | ---------- | ------------- | ------------- | ------------------------ | -------------------- | ---------- | ---------- | ---------- |
| 1950                                                                            | 10 747               | 987 000   | 1.1            | 49         |               | 49            | 219                      |                      | 24         | 120        | 15         |
| 1970                                                                            | 48 804               | 1 091 244 | 4.5            | 44         |               | 44            | 1109                     |                      | 93         | 168        | 17         |
| 1980                                                                            | 105 404              | 1 595 000 | 6.6            | 48         | 3             | 45            | 2195                     |                      | 98         | 147        |            |
| 1990                                                                            | 115 208              | 1 956 130 | 5.9            | 37         | 2             | 35            | 3113                     |                      | 63         | 171        | 17         |
| 1999                                                                            | 193 667              | 2 271 256 | 8.5            | 50         | 7             | 43            | 3873                     |                      | 72         | 278        | 18         |
| 2000                                                                            | 201 870              | 2 321 011 | 8.7            | 56         | 7             | 49            | 3604                     |                      | 78         | 244        | 18         |
| 2001                                                                            | 215 078              | 2 367 431 | 9.1            | 55         | 7             | 48            | 3910                     |                      | 78         | 256        | 19         |
| 2002                                                                            | 221 249              | 2 417 146 | 9.2            | 58         | 7             | 51            | 3814                     |                      | 81         | 249        | 19         |
| 2003                                                                            | 231 881              | 2 467 906 | 9.4            | 62         | 8             | 54            | 3740                     |                      | 87         | 283        | 19         |
| 2004                                                                            | 243 923              | 2 477 906 | 9.8            | 71         | 9             | 62            | 3435                     |                      | 96         | 296        | 20         |
| 2013                                                                            | 561 402              | 3 770 789 | 14.9           | 89         | 16            | 73            | 6307                     |                      | 159        | 344        | 25         |
| 2016                                                                            | 682 948              | 3 081 615 | 22.2           | 91         | 15            | 76            | 7504                     |                      | 254        | 304        | 26         |
| 2019                                                                            | 708 220              | 3 168 340 | 22.4           | 110        | 18            | 92            | 6438                     |                      | 251        | 410        | 29         |
| Fuente: Catholic-Hierarchy, que a su vez toma los datos del Anuario Pontificio. |                      |           |                |            |               |               |                          |                      |            |            |            |

## Episcopologio

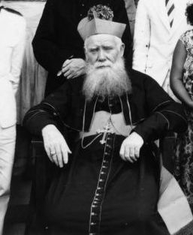
Jan Pacificus Bos, O.F.M.Cap.

- Jan Pacificus Bos, O.F.M.Cap. † (10 de abril de 1905-1934 renunció)
- Tarcisius Henricus Josephus van Valenberg, O.F.M.Cap. † (10 de diciembre de 1934-13 de julio de 1957 renunció)
- Herculanus Joannes Maria van der Burgt, O.F.M.Cap. † (13 de julio de 1957-2 de julio de 1976 falleció)
- Hieronymus Herculanus Bumbun, O.F.M.Cap. (26 de febrero de 1977-3 de junio de 2014 retirado)
- Agustinus Agus, desde el 3 de junio de 2014